# Copa Africana de Naciones de Fútbol Playa 2022
La Copa Africana de Naciones de Fútbol Playa de 2022 sirvió como clasificación para la Copa Mundial de Fútbol Playa FIFA 2023.  Se disputó del 21 al 30 de octubre de 2022 en la ciudad de Vilanculos en Mozambique.
La confederación dispuso de dos cupos directos para la copa mundial que se disputó en Emiratos Árabes Unidos.
Ocurrió solo en el año calendario siguiente a la edición anterior debido a que dicha edición fue pospuesta debido a los efectos de la pandemia de COVID-19 en África.

## Participantes
Catorce equipos entraron en la fase de clasificación. Los siete ganadores de las eliminatorias se clasificaron para el torneo final, uniéndose a los anfitriones Mozambique.
En cursiva los equipos debutantes.
| Equipos participantes | Equipos participantes | Equipos participantes | Equipos participantes |
| --------------------- | --------------------- | --------------------- | --------------------- |
| Camerún               | Comoras               | Ghana                 | Egipto                |
| Costa de Marfil       | Libia                 | Madagascar            | Malaui                |
| Marruecos             | Nigeria               | Senegal               | Mozambique            |
| Seychelles            | Tanzania              | Uganda                |                       |

## Fórmula de disputa

### Ronda de clasificación
La ronda de clasificación determinó los ocho equipos que compitieron en el torneo final en octubre. Los partidos fueron anunciados por la CAF el 24 de junio de 2022. Los partidos se jugaron los fines de semana del 22 al 24 de julio y del 5 al 7 de agosto.
Los partidos de la ronda de clasificación se jugaron en partidos de ida y vuelta. Si los equipos empatan en el global después del partido de vuelta, se aplicará la regla del gol de visitante, y si aún siguen empatados, el empate procedía directamente a una tanda de penales (sin tiempo extra jugado).

### Fase de grupos y fase final
En la fase de grupos, los equipos fueron divididos en dos grupos de cuatro integrantes, los cuales jugaron todos contra todos. 
Avanzaron a la segunda fase el primer y segundo lugar de cada grupo. Los cuatro equipos clasificados fueron emparejados, y los ganadores de cada juego clasificaron a la copa del mundo, así como decidieron el campeón del torneo. Los perdedores de las semifinales disputaráo el tercer puesto. Los equipos que terminaron en el tercer lugar de cada grupo disputaron el quinto lugar.

## Ronda de clasificación
Libia se retiró antes de que se jugaran los partidos de ida.
Costa de Marfil se negó a continuar con su partido de vuelta en protesta por un penalti otorgado a Marruecos en los momentos finales del partido y, por lo tanto, el partido se abandonó con el marcador 3-3. El resultado fue remitido a CAF. El 19 de agosto, la CAF anunció su decisión de aplicar los artículos 54 y 56 del Capítulo 30 (Retiros, Denegación de jugar, Reemplazos) del reglamento del torneo, otorgando así a Marruecos una victoria por 3-0 en el partido de vuelta.
| Fechas | Local en la ida | Clasifica como | Local en la vuelta | Ida | Vuelta   | Global   |
| ------ | --------------- | -------------- | ------------------ | --- | -------- | -------- |
| —      | Seychelles      | Ganador 1      | Madagascar         | 2:5 | 2:6      | 4:11     |
| —      | Comoras         | Ganador 2      | Uganda             | 2:5 | 3:4      | 5:9      |
| —      | Malaui          | Ganador 3      | Tanzania           | 3:2 | 5:6      | g.v. 8:8 |
| —      | Libia           | Ganador 4      | Nigeria            | —   | —        | w.o.     |
| —      | Costa de Marfil | Ganador 5      | Marruecos          | 7:6 | 0:3 w.o. | 7:9      |
| —      | Camerún         | Ganador 6      | Senegal            | 1:9 | 3:7      | 4:16     |
| —      | Ghana           | Ganador 7      | Egipto             | 6:5 | 5:7      | 11:12    |

## Fase de grupos

### Grupo A
| Equipo     | Pts       | PJ        | PG        | PG+       | PP        | GF        | GC        | DG        | Clasificación     |
| ---------- | --------- | --------- | --------- | --------- | --------- | --------- | --------- | --------- | ----------------- |
| Marruecos  | 6         | 2         | 2         | 0         | 0         | 10        | 4         | +6        | Semifinales       |
| Mozambique | 3         | 2         | 1         | 0         | 1         | 5         | 5         | 0         | Semifinales       |
| Malaui     | 0         | 2         | 0         | 0         | 2         | 5         | 11        | -6        | Play-off 5º lugar |
| Nigeria    | Se retiró | Se retiró | Se retiró | Se retiró | Se retiró | Se retiró | Se retiró | Se retiró | Se retiró         |

| 21 de octubre de 2022, 15:30 | Mozambique | 4:2     | Malaui |  |  |
|                              |            | Reporte |        |  |  |

| 23 de octubre de 2022, 15:30 | Marruecos | 3:1     | Mozambique |  |  |
|                              |           | Reporte |            |  |  |

| 24 de octubre de 2022, 12:30 | Malaui | 3:7     | Marruecos |  |  |
|                              |        | Reporte |           |  |  |

### Grupo B
| Equipo     | Pts | PJ | PG | PG+ | PP | GF | GC | DG  | Clasificación     |
| ---------- | --- | -- | -- | --- | -- | -- | -- | --- | ----------------- |
| Senegal    | 9   | 3  | 3  | 0   | 0  | 24 | 9  | +15 | Semifinales       |
| Egipto     | 4   | 3  | 1  | 1   | 1  | 14 | 12 | +2  | Semifinales       |
| Uganda     | 3   | 3  | 1  | 0   | 2  | 9  | 19 | -10 | Play-off 5º lugar |
| Madagascar | 0   | 3  | 0  | 0   | 3  | 11 | 18 | -7  |                   |

| 22 de octubre de 2022, 14:00 | Senegal | 10:1    | Uganda |  |  |
|                              |         | Reporte |        |  |  |

| 22 de octubre de 2022, 15:30 | Madagascar | 4:4 (t. s.)(3:4 p.) | Egipto |  |  |
|                              |            | Reporte             |        |  |  |

| 23 de octubre de 2022, 12:30 | Uganda | 6:3     | Madagascar |  |  |
|                              |        | Reporte |            |  |  |

| 23 de octubre de 2022, 14:00 | Egipto | 4:6     | Senegal |  |  |
|                              |        | Reporte |         |  |  |

| 24 de octubre de 2022, 14:00 | Uganda | 2:6     | Egipto |  |  |
|                              |        | Reporte |        |  |  |

| 24 de octubre de 2022, 15:30 | Senegal | 8:4     | Madagascar |  |  |
|                              |         | Reporte |            |  |  |

## Quinto lugar
|  | Quinto Lugar play-off 26 de octubre |       |
|  |                                     |       |
|  |                                     |       |
|  |                                     |       |
|  | Malaui                              | 6 (1) |
|  | Malaui                              | 6 (1) |
|  | Uganda                              | 6 (4) |
|  | Uganda                              | 6 (4) |

## Fase final

### Cuadro general
|  | Semifinales 26 de octubre | Semifinales 26 de octubre |                                     |       | Final 28 de octubre | Final 28 de octubre |
|  |                           |                           |                                     |       |                     |                     |
|  |                           |                           |                                     |       |                     |                     |
|  |                           |                           |                                     |       |                     |                     |
|  | Marruecos                 | 4                         |                                     |       |                     |                     |
|  | Marruecos                 | 4                         |                                     |       |                     |                     |
|  | Egipto                    | 5                         |                                     |       |                     |                     |
|  | Egipto                    | 5                         | Egipto                              | 2 (5) |                     |                     |
|  |                           |                           | Egipto                              | 2 (5) |                     |                     |
|  |                           | Senegal                   | 2 (6)                               |       |                     |                     |
|  | Senegal                   | Senegal                   | 2 (6)                               | 3     |                     |                     |
|  | Senegal                   |                           |                                     | 3     |                     |                     |
|  | Mozambique                | 2                         |                                     |       |                     |                     |
|  | Mozambique                | 2                         | Tercer Lugar play-off 28 de octubre |       |                     |                     |
|  |                           |                           |                                     |       |                     |                     |
|  |                           |                           |                                     |       |                     |                     |
|  |                           |                           |                                     |       |                     |                     |
|  | Marruecos                 | 6                         |                                     |       |                     |                     |
|  | Marruecos                 | 6                         |                                     |       |                     |                     |
|  | Mozambique                | 4                         |                                     |       |                     |                     |

### Semifinales
| 26 de octubre de 2022, 14:30 | Marruecos | 4:5     | Egipto |  |  |
|                              |           | Reporte |        |  |  |

| 26 de octubre de 2022, 15:30 | Senegal | 3:2     | Mozambique |  |  |
|                              |         | Reporte |            |  |  |

### Quinto y sexto lugar
| 26 de octubre de 2022, 12:30 | Malaui | 6:6 (t. s.)(1:4 p.) | Uganda |  |  |
|                              |        | Reporte             |        |  |  |

### Tercer y cuarto lugar
| 28 de octubre de 2022, 14:00 | Marruecos | 6:4 | Mozambique |  |  |

### Final
| 28 de octubre de 2022, 15:30 | Egipto | 2:2 (t. s.)(5:6 p.) | Senegal |  |  |
|                              |        | Reporte             |         |  |  |

## Premios y reconocimientos

### Goleadores
| Jugador               | Selección  | Goles |
| --------------------- | ---------- | ----- |
| Seydina Diagne        | Senegal    | 10    |
| Brian Nkuubi          | Uganda     | 8     |
| Anouar Frindy         | Marruecos  | 8     |
| Hossam "Paulo" Hassan | Egipto     | 6     |
| Sandram Ussi          | Malaui     | 5     |
| Nelson Manuel         | Mozambique | 5     |

### Balón de Oro
| Jugador        | Selección |
| Seydina Diagne | Senegal   |
| -------------- | --------- |

### Mejor goleador
| Jugador        | Selección | Goles |
| Seydina Diagne | Senegal   | 10    |
| -------------- | --------- | ----- |

### Guante de Oro
| Jugador         | Selección |
| Al Seyni Ndiaye | Senegal   |
| --------------- | --------- |

## Clasificados a laCopa Mundial de Fútbol Playa FIFA 2023
| Bandera de Egipto | Bandera de Senegal |
| Egipto            | Senegal            |

## Clasificación general
| Pos. | Equipo     | Pts | PJ | PG | PG+ | PP | GF | GC | Dif |
| ---- | ---------- | --- | -- | -- | --- | -- | -- | -- | --- |
| 1    | Senegal    | 13  | 5  | 4  | 1   | 0  | 29 | 13 | +16 |
| 2    | Egipto     | 7   | 5  | 2  | 1   | 2  | 21 | 18 | +3  |
| 3    | Marruecos  | 9   | 4  | 3  | 0   | 1  | 20 | 13 | +7  |
| 4    | Mozambique | 3   | 4  | 1  | 0   | 3  | 11 | 14 | - 3 |
| 5    | Uganda     | 4   | 4  | 1  | 1   | 2  | 15 | 25 | -10 |
| 6    | Malaui     | 0   | 3  | 0  | 0   | 3  | 11 | 17 | -6  |
| 7    | Madagascar | 0   | 3  | 0  | 0   | 3  | 11 | 18 | -7  |